# ブール＝マダム
ブール＝マダム（Bourg-Madame、カタルーニャ語:la Guingueta d'Ix）は、フランス、オクシタニー地域圏ピレネー＝オリアンタル県のコミューン。

## 地理

郡内でのブール＝マダムの位置。青い部分がブール＝マダム、真ん中の白い空白はスペイン領のリビア

セルダーニュに位置するブール＝マダムは、国道20号線の南端にあたり、エブロ川の支流ラウル川とセグル川の合流地点である。川の流れの一部は仏西国境となっている。右岸にはスペイン・カタルーニャ州のプッチサルダーがある。
この国境の位置は非常に興味深い。まちの南西はスペイン領サルダーニャ、そして北東はスペインの飛び地であるリビアと接しているのである。このコミューンは2つのスペイン領土に挟まれ、フランスから離れてアーチを形成し、フランスと再接合するのである。ブール＝マダムと他のコミューン間の境界線が国境を兼ねている部分は、実に全体の70%である。このような状況は非常に稀だ。国内には同じような状況のコミューン、ブシニー＝シュル＝ロック（コミューン間の境界線が対ベルギー国境を兼ね、全体の80%を占める）、フランス・メトロポリテーヌの北東の角を形成するローターブールがある。

## 歴史

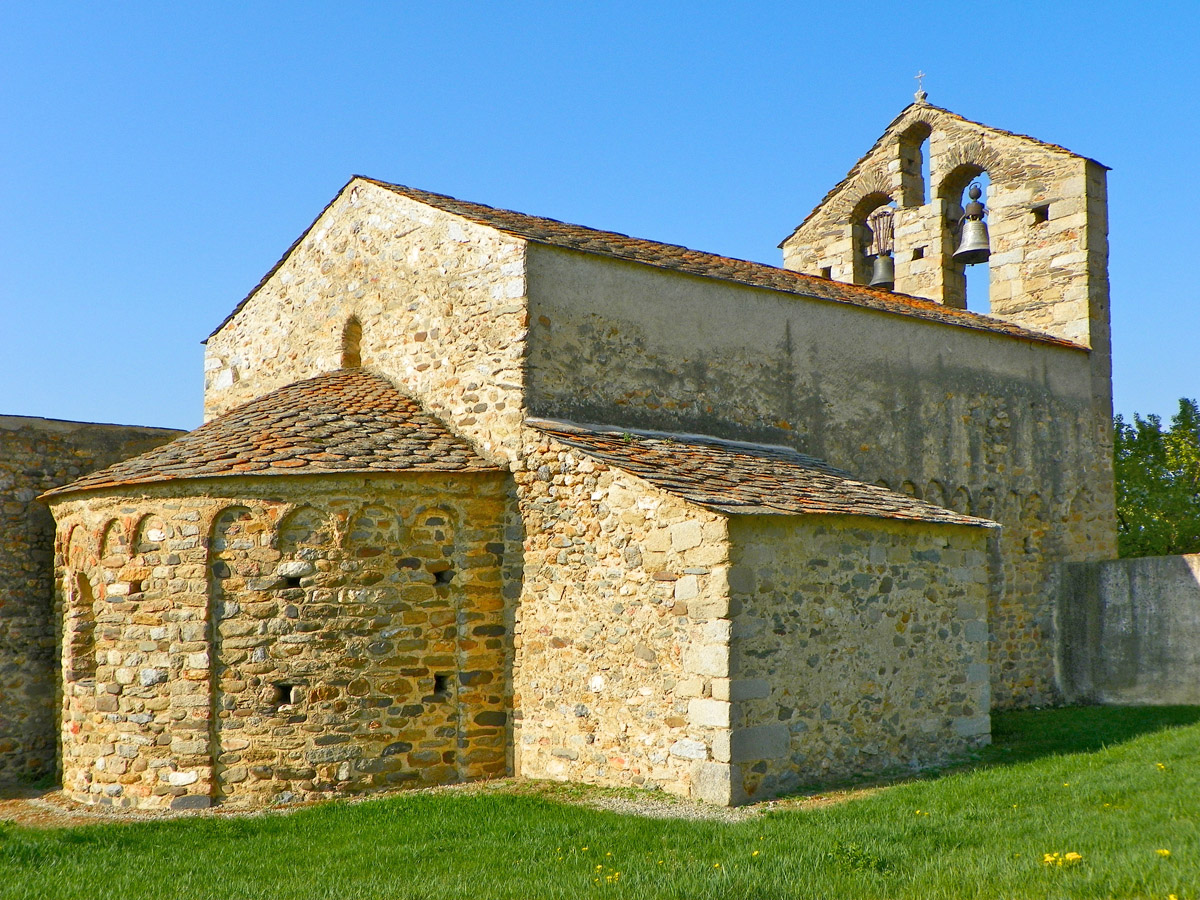
サン・ロマン・デ・カルデガス教会

ブール＝マダムは、古くはla Guingueta d'Ix（フランス語ではles Guinguettes d'Hix）の名を持ち、スペインのまちイクスにある集落であった。1659年のピレネー条約後、仏西間に新しい国境が引かれた。国境を越えた貿易や密輸の発展という利点のため、イクスのまちの住民の大部分がles Guinguettes d'Hix集落へ引っ越してきた。最終的には元のまちより人口が多くなっている。
1815年の百日天下の間、ナポレオン・ボナパルトは、アルトワ伯（のちのシャルル10世）の長男アングレーム公をバルセロナへ追放した。ワーテルローの戦い後に帰還したアングレーム公は、7月10日にプッチャルダーに着いた。アングレーム公はフランスに入国して最初の村をvilleの地位に上げることにした。住民たちはまちの名をブール＝ガングレーム（Bourg-Angoulême）にしてほしいと頼んだ。しかしアングレーム公は自分の妻マリー・テレーズ・ド・フランス（ルイ16世王女、マダム・ロワイヤル）に敬意を表すことにした。かくしてまちの名はブール＝マダムとなった。
1939年1月から3月にかけ、ダラディエ政府は、ピレネー山脈を越えル・ペルテュ、セルベール、ブール＝マダムへ流れ込むスペイン人難民のために国境を開けた。スペイン内戦時代のこのエピソードは、レティラーダ（fr）として知られ、まちに難民を受け入れる「ブール＝マダムの歌」が出来事に触発されて生まれた · 。
1973年、ブール＝マダムはカルデガス、オンデスの2つのコミューンと合併した。

## 人口統計
| 1962年 | 1968年 | 1975年 | 1982年 | 1990年 | 1999年 | 2006年 |
| ------ | ------ | ------ | ------ | ------ | ------ | ------ |
| 766    | 821    | 1120   | 1257   | 1238   | 1166   | 1262   |

参照元:INSEE · 

## 姉妹都市
- ベスペーリャ・デ・ガイア、スペイン